# Lasiocampa serrula
Lasiocampa serrula es una especie de lepidóptero perteneciente a la familia Lasiocampidae.

## Características
Esta mariposa de entre 18 y 20 mm habita en el sur de la península ibérica y en el Magreb. Vuela entre los meses de septiembre y noviembre y vive sobre todo en saladares y estepas salinas. Sus plantas hospedadoras pertenecen a géneros como Salsola, Suaeda, Atriplex o Arthrocnemum.

## Sinonimiade la especie
- Bombyx maroccana Staudinger, 1894
- Bombyx palaestinensis Staudinger, 1894
- Bombyx undulata Staudinger, 1894
- Lasiocampa aegyptiaca Oberthür, 1916
- Lasiocampa almeriaensis Costa Seglar & Gómez Bustillo, 1976
- Lasiocampa bomilcar Oberthür, 1916
- Lasiocampa brunnea Rothschild, 1918
- Lasiocampa maroccana Rungs, 1943
- Lasiocampa seileri Stertz, 1912
- Lasiocampa tekna Rungs, 1943[2]